# 객우맨
객우맨(본명 : 김동영)은 대한민국의 가수, 작곡가이다. 동짱이라는 이름으로도 불린다. 밴드 옆집사람들에서 기타리스트로도 활동하였다.

## 바이오그래피
- 2009년 배상훈과 돈 영의 싱글 앨범 <<파란 물고기(Single)>>로 돈 영이라는 이름으로 데뷔하였다.
- 이후 솔로로 객우맨이라는 이름으로 추상적인 앨범 <<몹쓸 곡들>>을 발매하였다.
- 또한, '동짱이랑 벌레들'의 싱글 <<널 알아>> 등을 발매한 후, '동짱'이라는 이름으로도 여러 앨범을 발매하는 등, 다양한 음악적 스펙트럼을 보여주었다.
- 밴드 옆집사람들에서 기타리스트로도 활동하였다.

## 음악 활동
1. 2000년대

- 배상훈과 돈 영 싱글 <<파란 물고기(Single)>> (2009.07.09)
- 객우맨 정규 1집 《몹쓸 곡들》(2009년 8월 11일 발매)

1. 2010년대

- 객우맨 정규 2집 《턱 아픈 사람의 이야기》(2012년 5월 24일 발매)
- 동짱 싱글  《새》(2010.12.13일 발매)
- 객우맨 정규 3집 <<가지 않은 병원>> (2013년 5월 13일 발매): http://vibe.naver.com/track/3796153 보관됨 2020-11-17 - 웨이백 머신
- 객우맨 정규 4집 《4집 미래 병원》(20131004 발매) 보관됨 2020-11-12 - 웨이백 머신

- 옆집사람들 1st Mini Album <<어게인 2009>> (2013년 12월 22일 발매)[깨진 링크(과거 내용 찾기)]
- 객우맨 히든앨범 <1.5집 파워 펑크> 보관됨 2020-11-19 - 웨이백 머신 (2014년 4월 21일 발매)
- 김동영 싱글 how deep is your love (그대의 사랑은 얼마나 깊나요)[깨진 링크(과거 내용 찾기)] (2014.10.25 발매)

- 2015 김동영 (객우맨 5집) 2015김동영 (객우맨5집) 보관됨 2020-11-12 - 웨이백 머신 (2015.04.28 발매)
- 디지털싱글 Out Of Sight Out Of Mind 보관됨 2020-11-20 - 웨이백 머신 (2015.06.09 발매)